# Miyoshi (Aichi)
Miyoshi (みよし市?, Miyoshi-shi) è una città giapponese della prefettura di Aichi. In precedenza, aveva lo status di cittadina ed era l'unico comune del distretto di Nishikamo. Ha ottenuto lo status di città il 4 gennaio 2010, contestualmente alla soppressione del distretto.